# 衛旌
衛旌（2世紀？—3世紀），字子旗，东吴政治人物，徐州广陵郡（治今江苏扬州）人。
衛旌开始穷困，与步骘同岁关系友善，一起种瓜养活自己，白天劳作，晚上诵读经传。当時，会稽豪族征羌令焦矫门客放纵。步骘、衛旌带着名刺和瓜拜见焦矫，衛旌对待遇的屈辱感到憤慨，步骘平和应对。
衛旌仕吴，官至武陵郡太守。步骘把在荆州做官的诸葛瑾、陆逊、朱然、吕岱、潘濬、裴玄、夏侯承、卫旌、李肃、周条、石幹十一人的事迹，上奏劝勉太子孙登。
衛旌上奏孙权说潘濬秘密与蜀汉大将軍蒋琬交通，（潘濬是蒋琬的表弟）欲有自托之计。孙权召卫旌还京，免官。后来复任尚書，在任中去世。